# Mil Mi-26

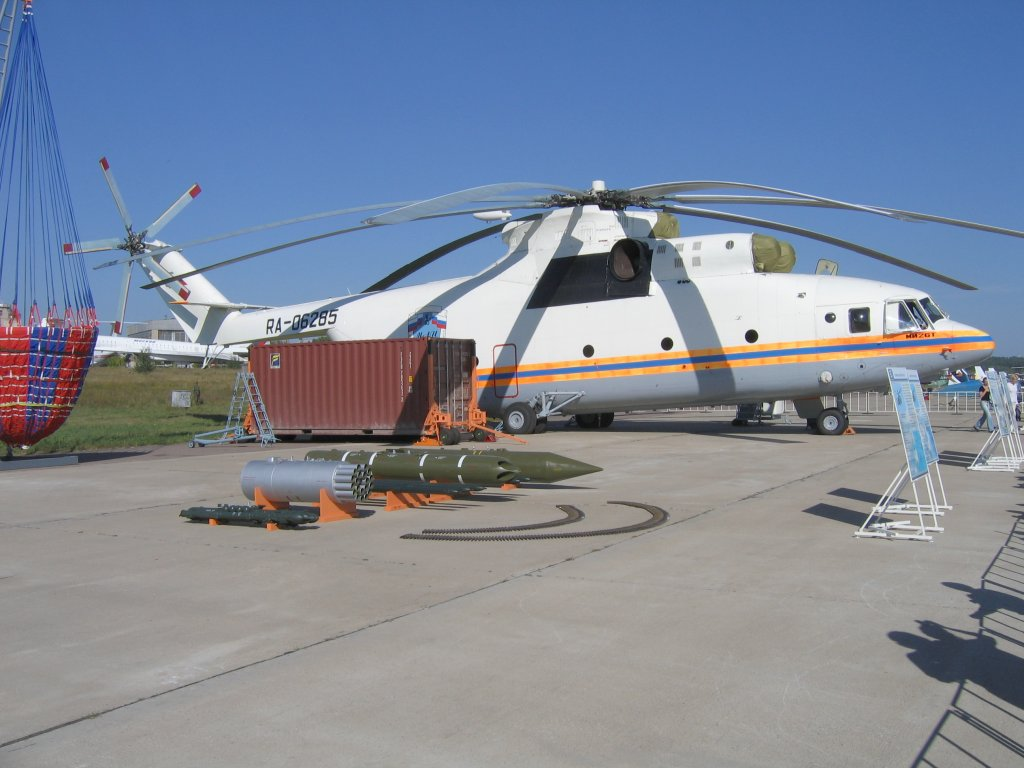
Een Mil Mi-26 op de MACS-2005 in Zjoekovski.

De Mil Mi-26 (Russisch: Ми-26) (NAVO-codenaam: Halo) is een Sovjet/Russische zware transporthelikopter en is in zowel civiele als militaire dienst. Het is de zwaarste en sterkste helikopter in productie.

## Historie
De Mil Mi-26 is de grootste en zwaarste helikopter die in serie in de wereld gebouwd wordt. 
In het begin van de jaren 70 had de Russische luchtvaartmaatschappij "Aeroflot" behoefte aan een verbeterde Mi-6-helikopter om grote vrachten te kunnen transporteren in moeilijke en afgelegen gebieden binnen en buiten Rusland. De Russische luchtmacht had behoefte aan een helikopter met een hefvermogen van 20 ton en met een bereik van 800 km. Het toestel diende te kunnen opstijgen en landen tot op een hoogte van 1500 meter boven zeeniveau. Het ontwerpbureau Mil begon met het ontwikkelen van de opvolger van de verouderde Mi-6 (eerste vlucht in juni 1957), om aan de wensen van de luchtmacht en Aeroflot te kunnen voldoen.

## Constructie

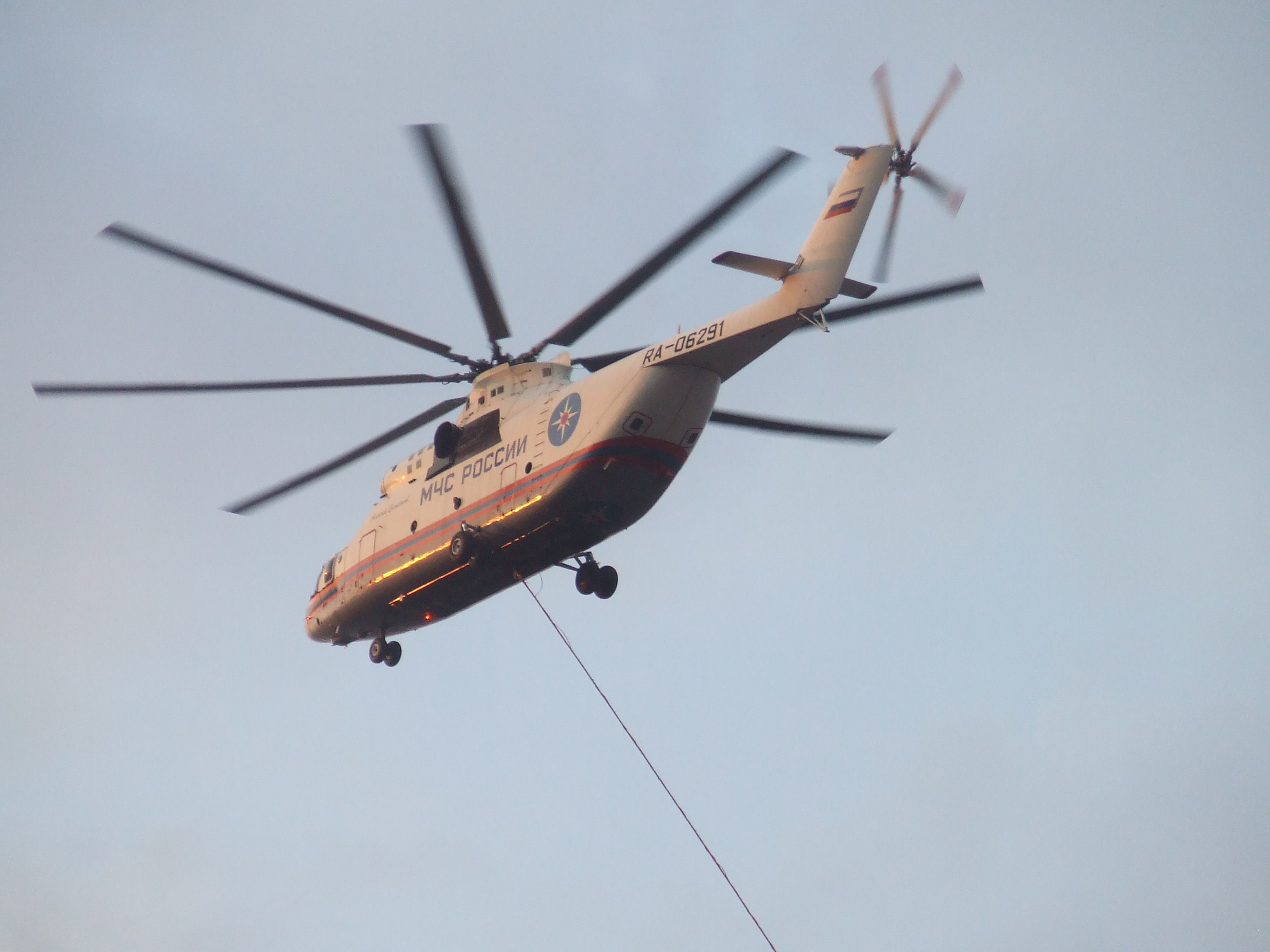
Achteraanzicht.

De Mi-26 is net als de Mi-6 volledig geconstrueerd met een speciale metaalplaattechniek. De toestellen zijn even groot maar de Mi-26 is vele malen sterker. De hoofdcomponenten van deze superhelikopter zijn de hoofdversnellingsbak en de Lotarew-turbinemotoren, die in totaal 22800 pk leveren. Anders dan de Mi-6 heeft de Mi-26 geen canardvleugels nodig om het stijgvermogen te verbeteren. Als een van de turbines niet functioneert, wordt de tweede turbine automatisch opgeschakeld om het verlies aan vermogen te compenseren.
De kopstukken van de acht hoofdrotorbladen en de vijf rotorbladen van de staartrotor zijn vervaardigd van titanium. De hoofdrotor draait constant met 132 omwentelingen per minuut. De rotorbladen, cockpitramen en de turbine-ingangen worden verwarmd voor gebruik in de kou. De lucht die wordt toegelaten in de turbine wordt continu geschoond door filters aan het begin van elke motor. Het toestel is verder voor brandveiligheid uitgerust met een apart brandwerend schot van titanium tussen de motorgondels.
Aan de grond kan het landingsgestel hydraulisch aangepast worden aan de benodigde hoogte van de laadklep. Het vrachtruim heeft twee grote laaddeuren aan de achterzijde. Het hydraulisch systeem is opgesplitst in een hoofd- en een noodsysteem. Met een eigen krachtbron van 160 pk die zich onder de cockpit bevindt, kan het toestel zonder externe elektrische krachtbron starten.

## Types
Op 14 december 1977 steeg het eerste prototype met succes op. Vanaf 1980 werd het toestel in serie gebouwd. Het toestel debuteerde internationaal in 1981 te Parijs. Op 3 februari 1982 werd een aantal records gebroken zoals het opstijgen naar een hoogte van twee kilometer met een totaalgewicht van 56,8 ton. 

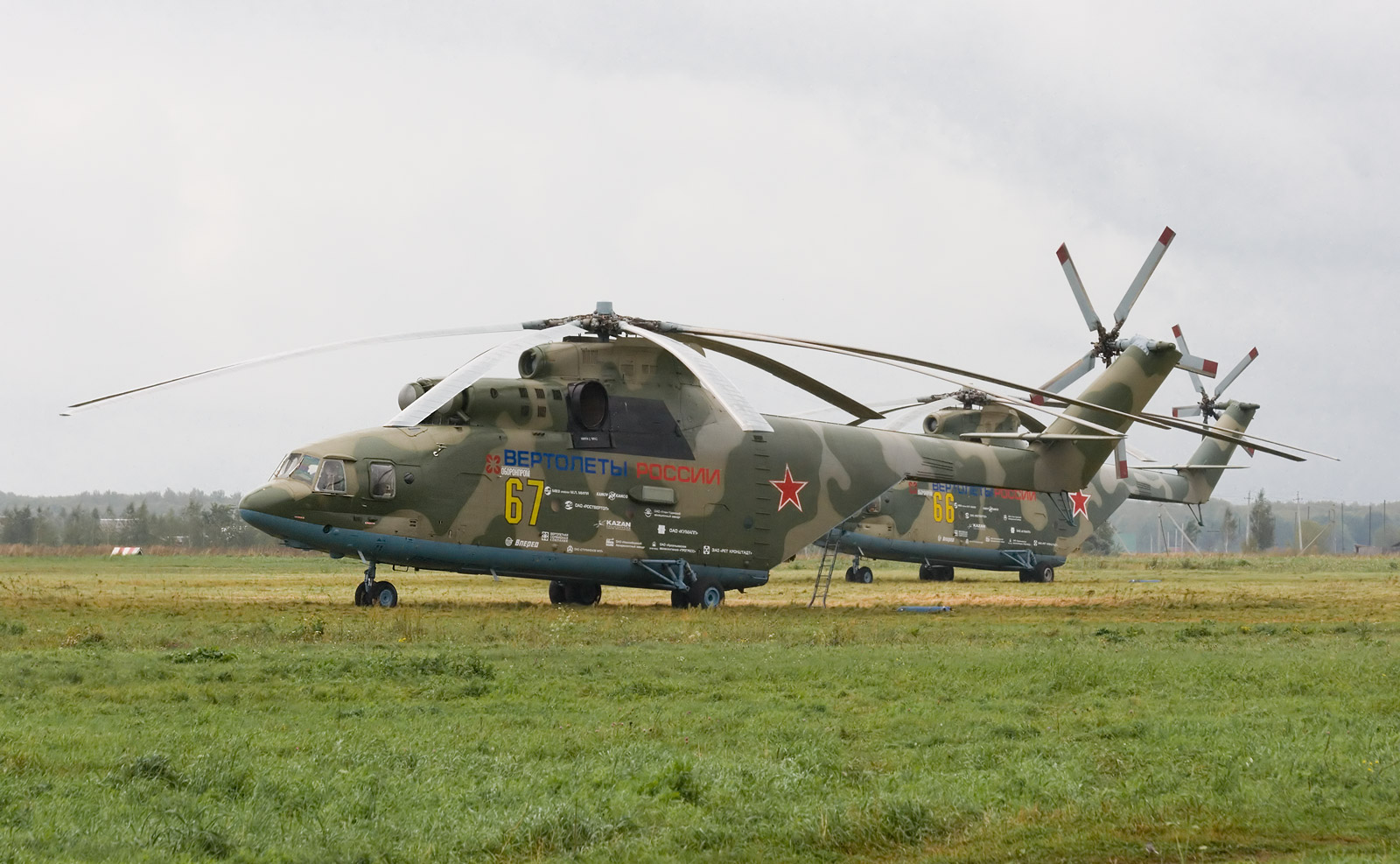
Twee toestellen van de Russische luchtmacht.

De Russische Luchtmacht heeft sinds 1983 in totaal zestig toestellen ontvangen. De militaire versie heeft een gewapende cockpit, zelfsluitende brandstoftanks, een brandblussysteem en redundante vluchtgeleidingssystemen. Vanaf 1985 werden alle toestellen voorzien van een automatische piloot, een automatische zweefcontrolefunctie en moderne vluchtsystemen om 's nachts en om in alle weersomstandigheden te kunnen opereren. Deze versie staat bekend als de Mi-26A. 
Het vrachtruim van de Mi26T is even groot als bij de Lockheed C-130 Hercules. Het kan negentig volledig uitgeruste soldaten, twee kleine voertuigen of een twintig ton container vervoeren. De interne motoraangedreven takel kan een lading van vijfhonderd kilo tillen. Twee elektrische takels zijn aangebracht in een rail in het dak van de cabine. Elke takel kan een gewicht van 2,5 ton dragen.
Een intern tv-circuit is ingebouwd in de Mi-26TM-"vliegende kraan" om externe ladingen te kunnen monitoren gedurende de vlucht. De Mi-26M is uitgerust met verbeterde motoren en rotors van composietmateriaal en kan 22 ton aan lading vervoeren.
De Mi-26TP is uitgerust om als brandbestrijdingshelikopter dienst te doen. In 1999 had de brandweer van Moskou een Mi-26TP tot zijn beschikking. De civiele versie van de Mi-26, de Mi26P, kan 63 passagiers met bagage vervoeren. De Mi-26MS is uitgerust om als luchtambulance dienst te doen en kan door 32 patiënten en zeven medici gebruikt worden. Het toestel kan tevens uitgerust worden als intensive care unit voor zeven patiënten. De Mi-26TZ is de "tanker"-uitvoering en kan veertienduizend liter aan brandstof en nog eens duizend liter aan overige vloeistoffen vervoeren.

## Export
De Indiase Luchtmacht (IAF) was de eerste exportklant en heeft in 1986 tien toestellen besteld. Het bedrijf Mil-Avia uit Oekraïne heeft twintig toestellen in gebruik. Twee toestellen zijn door Griekenland gebruikt ter bestrijding van bosbranden. Het bedrijf Samsung Aerospace Industries uit Zuid-Korea heeft in 1997 een Mi-26TS afgenomen. Mexico heeft in 2000 twee toestellen aangeschaft waarvan er inmiddels een is neergestort. De volgende landen hebben tevens een of meer toestellen in gebruik: Peru, Venezuela, Kazachstan, Cambodja en Wit-Rusland. De Verenigde Naties huurt diverse Mi-26's.

## Aantallen
In totaal zijn tot 2015 316 toestellen vervaardigd in Rostov bij de Rostvertol-fabrieken aan de rivier de Don.